# FIVB World Tour 1989/90
De FIVB World Tour 1989/90 vond plaats tussen juli 1989 en februari 1990. De eerste editie van de internationale beachvolleybalcompetitie bestond uit drie toernooien en was enkel voor mannen. De competitie werd gewonnen door de Amerikanen Randy Stoklos en Sinjin Smith.

## Kalender
| #  | Plaats         | Categorie | Geslacht | Datum                 | Prijzengeld |
| -- | -------------- | --------- | -------- | --------------------- | ----------- |
| 1. | Jesi           | Open      | mannen   | 25 – 30 juli 1989     | $40.000     |
| 2. | Enoshima       | Open      | mannen   | 4 – 6 augustus 1989   | $50.000     |
| 3. | Rio de Janeiro | Open      | mannen   | 13 – 18 februari 1990 | $50.000     |

## Resultaten

### Jesi Open
Van 25 tot en met 30 juli 1989
| Rang | Team                                      |
| ---- | ----------------------------------------- |
| 1    | Randy Stoklos / Sinjin Smith              |
| 2    | Giovanni Errichiello / Dio Lequaglie      |
| 3    | Karch Kiraly / Steve Timmons              |
| 4    | Franco Bertoli / Fabio Fullo              |
| 5    | Andrea Anastasi / Roberto Masciarelli     |
| 6    | Bernard Rajzman / Marcus Vinicius         |
| 7    | Fabrizio Bastianelli / Emanuele Fracascia |
| 8    | Edinho de Mattos / Eduardo Tinoco         |

### Enoshima Open
Van 4 tot en met 6 augustus 1989
| Rang | Team                                      |
| ---- | ----------------------------------------- |
| 1    | Karch Kiraly / Steve Timmons              |
| 2    | Edinho de Mattos / Eduardo Tinoco         |
| 3    | Koichiro Kanno / Kazuyuki Takao           |
| 4    | Akihiro Iwashima / Eizaburo Mitsuhashi    |
| 5    | Fabrizio Bastianelli / Emanuele Fracascia |
| 6    | Igor Abdrachmanov / Aleksandr Ovsjannikov |
| 7    | Shinichi Koizumi / Shiuchi Sawada         |
| 8    | Shunichi Kawai / Takeshi Matsumoto        |

### Rio de Janeiro Open
Van 13 tot en met 18 februari 1990
| Rang | Team                              |
| ---- | --------------------------------- |
| 1    | Randy Stoklos / Sinjin Smith      |
| 2    | Mike Dodd / Tim Hovland           |
| 3    | Roberto Lopes / Franco Neto       |
| 4    | André Lima / Guilherme Marques    |
| 5    | Eduardo Garrido / Roberto Moreira |
| 6    | Clovis Freitas / Átila Pereira    |
| 7    | Nináhua Bezerra / Dennys Paredes  |
| 8    | Osvaldo Abreu / Eugenio Ortiz     |

## Prijzen
| Winnaar FIVB World Tour      |
| ---------------------------- |
| Randy Stoklos / Sinjin Smith |